# Saunajärvi (sjö i Finland, Norra Österbotten)
Saunajärvi är en sjö i Finland. Den ligger i kommunen Pudasjärvi i landskapet Norra Österbotten, i den centrala delen av landet, 600 km norr om huvudstaden Helsingfors. Saunajärvi ligger 107,7 meter över havet. Arean är 78,3 hektar och strandlinjen är 5,97 kilometer lång. Sjön  ingår i Ijo älvs huvudavrinningsområde. 
I övrigt finns följande i Saunajärvi:
- Lapinsaari (en ö)

I övrigt finns följande vid Saunajärvi:
- Kolijärvi (en sjö)